# ベネズエラ・ボリバル
ベネズエラ・ボリバルは、かつてベネズエラで使われていた通貨。2008年1月1日付で1/1000デノミネーションを行い、通貨単位の呼称はボリバル（コード：VEB、現地略号：Bs.）からボリバル・フエルテ（コード：VEF、現地略号：Bs.F）に移行した。また、合わせて1/100の補助通貨単位céntimo（センティモ）が導入された。